# 鳞喉啄木鸟
鳞喉啄木鸟（学名：Picus xanthopygaeus）为啄木鸟科绿啄木鸟属的鸟类。分布于南亚，包括中国大陆云南等地。该物种的模式产地在喜马拉雅山脉和印度。